# Krummholz

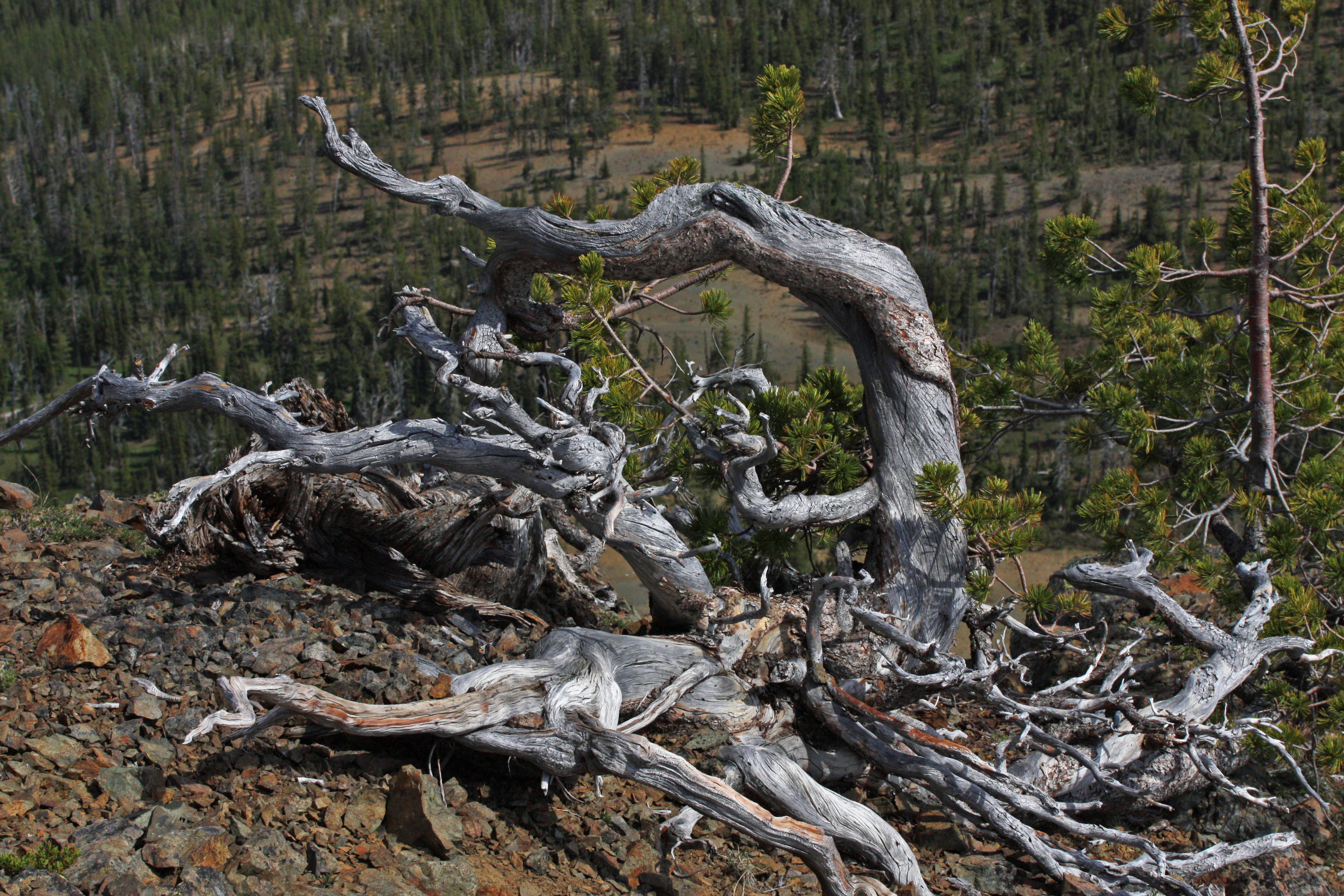
Krummholz Pinus albicaulis Al Bosc Nacional de Wenatchee

Krummholz o krumholtz (alemany: krumm, 'tort', 'doblegat', 'retorçat' i Holz, 'fusta') — també anomenat knieholz ('fusta del genoll') — és un tipus de retard en el creixement, la vegetació deformada trobada en els paisatges del límit arbori subàrtics i subalpins, en forma contínua per l'exposició a forts vents, gèlids. Sota aquestes condicions, els arbres només poden sobreviure en els quals estan protegits per les formacions rocoses o la capa de neu. Com la part inferior d'aquests arbres continua creixent, la cobertura es converteix en extremadament densa a prop del terra.

## Espècies

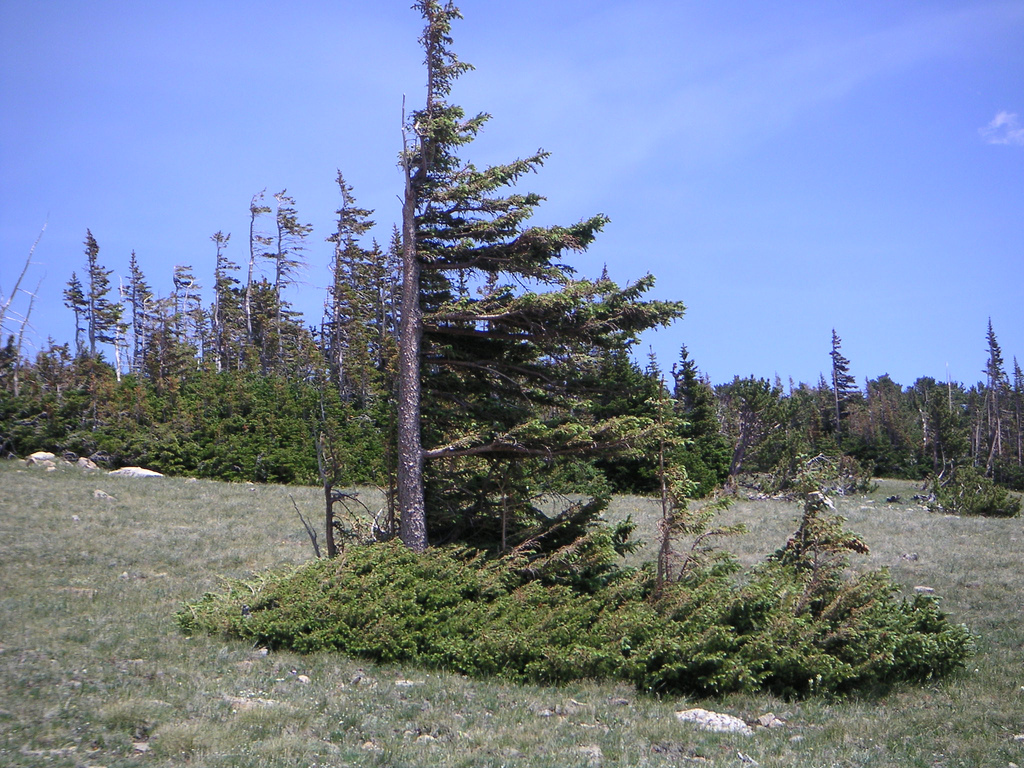
Picea engelmannii al Colorado, a la línia arbòria

Els arbres comuns que mostren en la formació Krumholtz inclouen l'avet roig, Pinus mugo, avet de bàlsam, vermell spruce, Picea mariana, avet subalpí, làrix subalpí, Pícea d'Engelmann, Pi Limber, i Pinus contorta. Els casos del krumholtz de la forma de l'avet negre, Picea mariana, es troben en els boscos boreals del nord del Canadà. La forma Krumholtz de l'avet negre i l'avet balsàmic són abundants a la zona de transició alpina de les White Mountains de Nova Hampshire.
L'avet subalpí és el més comú associar de spruce en krummholz vegetació. Altra espècie conífera associada inclou làrix alpí (Larix lyalli), whitebark pi (Pinus albicaulis), limber pi (Pinus flexilis), i pi blanc occidental (Pinus monticola) en Colúmbia britànica del sud, i muntanya hemlock (Tsuga mertensiana) en els pendents orientals de la Gamma de Costa i en el Revelstoke àrea. Lodgepole Pi (Pinus contorta var. contorta) És un menor associa dins la majoria de l'interior de Colúmbia britànic, exceptua en àrees alpines seques de sud-oest Cariboo/Chilcotin districte on és abundant (Pojar 1985). Espècies d'ericàcies (Vaccinium scoparium, V. membranaceum, V. caespitosum, Cassiope mertensiana, Phyllodoce empetriformis) són comunes en la zona d'acumulació de la neu al voltant de la base de les colònies krummholz.

## Arbre de bandera

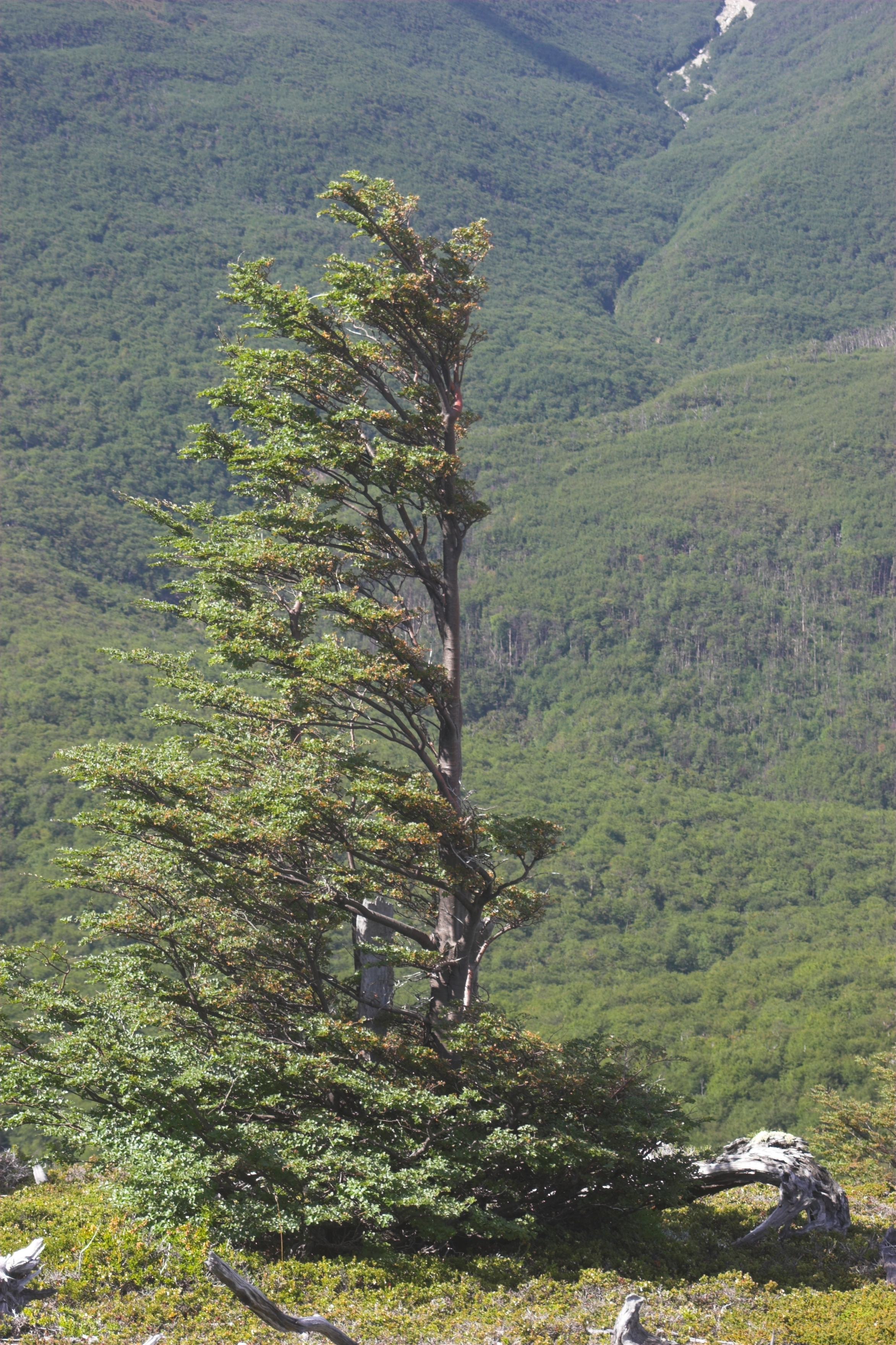
Arbre de pancarta, al Parc Nacional de Torres del Paine, Xile

Les branques al costat de sobrevent moren o són deformades pels forts vents gairebé constants, donant l'arbre un aspecte característic de tipus bandera. Quan la part inferior de l'arbre està protegida per la coberta de neu o roques, només la part superior exposada pot tenir aquesta aparença. Aquesta és una situació força comuna en els avets vermells dels cims més alts de la part central de les Muntanyes Apalatxes de les muntanyes, fins i tot al sud de les Apalatxes, i es veu amb més freqüència en els alts cims escombrats pel vent i els altiplans de les Muntanyes Allegheny. Aquesta formació es produeix sobretot amb molta freqüència en les àrees Dolly Sods i Roaring Plains West Wilderness al llarg del front Allegheny a l'est de Virgínia Occidental, que normalment passa en les elevacions de 1.100 m i més alt. Els vents alisis en regions tropicals a prop l'equador també pot donar forma d'una manera similar als arbres.